# محاولة الانقلاب البولندية في ليتوانيا 1919
تُشير محاولة الانقلاب البولندية في ليتوانيا 1919 إلى المحاولة الفاشلة لرجل الدولة البولندي يوزف بيوسودسكي للإطاحة بحكومة رئيس الوزراء الليتواني ميكولاس سليتشوفيتيش وتنصيب حكومة موالية لبولندا توافق على الاتحاد بين ليتوانيا وبولندا. كان على وكالة المخابرات البولندية المعروفة باسم المنظمة العسكرية البولندية تنفيذ الانقلاب، المخطط تنفيذه في أغسطس 1919. صُمم الانقلاب ليبدو كمبادرة من الليتوانيين المحليين الساعين لتحرير حكومتهم من التأثير الألماني. أملت المنظمة العسكرية البولندية أن تعتمد على مساعدة النشطاء الليتوانيين المتعاطفين. أحبِط أولئك الناشطون عن طريق نقص التعاون وعدم رغبة عدد كبير من الليتوانيين لدعم الغرض البولندي.
بعد انتفاضة سيناي، وهي ثورة بولندية ضد السلطات الليتوانية في أحد المناطق الحدودية المتنازع عليها، كثفت المخابرات الليتوانية تحقيقاتها حول الأقلية البولندية والمتعاطفين الليتوانيين، وكشفت عن خطة الانقلاب. اعتقل الليتوانيون، غير العارفين بمشاركة المنظمة العسكرية البولندية، عددًا مهولًا من النشطاء البولنديين وفككوا شبكة المنظمة العسكرية البولندية لمنع محاولة الانقلاب. عُثر لاحقًا على كامل الأعضاء المشاركين من المنظمة العسكرية البولندية وفُككت شبكتهم. وتّر الانقلاب العلاقات البولندية الليتوانية بصورة أكبر.

## خلفية تاريخية

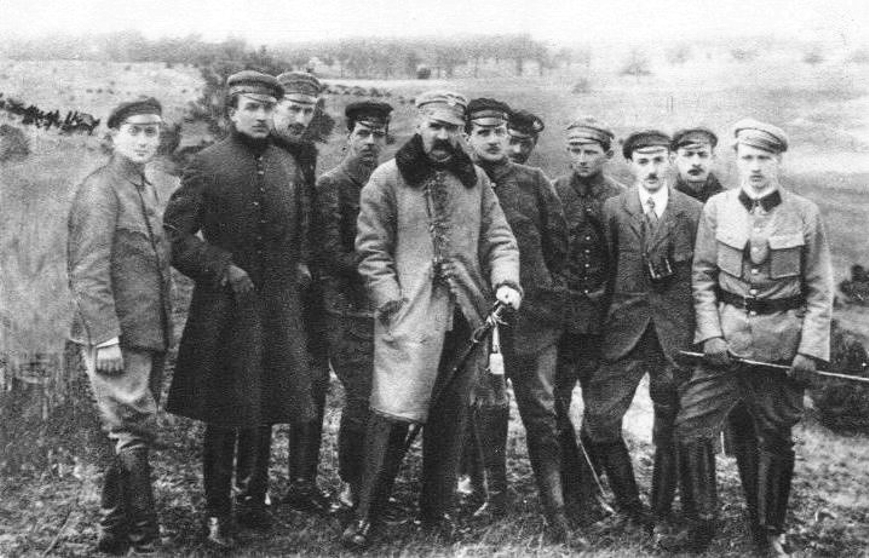
الزعيم البولندي يوزف بيوسودسكي برفقة القيادة العليا للمنظمة العسكرية البولندية عام 1917

شكلت بولندا وليتوانيا دولةً واحدة، وهي الكومنولث البولندي الليتواني، من اتحاد لوبلين عام 1569 حتى التقسيم الثالث عام 1795. حصلت كل من بولندا وليتوانيا على استقلالهم في الفترة التي أعقبت الحرب العالمية الأولى، ولكنهما انخرطا بعد فترة قصيرة في نزاعات حول مناطق سوالكي وفيلنيوس. خلال الحرب السوفيتية البولندية، أطلقت بولندا هجومًا ضد السوفييت واستولت على فيلنيوس (اسمها بالبولندية فيلنو) خلال هجوم فيلنا في أبريل 1919. وصف الليتوانيون فيلنيوس على أنها عاصمتهم التاريخية وجزء لا يتجزأ من ليتوانيا الإثنوغرافية، بينما كانت بالنسبة للبولنديين، وبسبب عدد سكانها البولنديين الكبير، مدينةً بولندية. سعى يوزف بيوسودسكي رئيس الدولة البولندية إلى اتحاد مع ليتوانيا آملًا في استعادة الكومنولث البولندي الليتواني القديم. اعتقد الليتوانيون أنهم سيخسرون سيادتهم إذا ما تحقق الاتحاد المقترح وأرادوا دولتهم القومية الخاصة. رغم أن العلاقات البولندية الليتوانية لم تكن عدائية بصورة مباشرة، أصبحت سيئة أكثر عند رفض الطرفين المساومة.
بعد تصاعد التوتر، طلبت ليتوانيا من المجلس الأعلى للحلفاء التدخل، واقترحت خطوط ترسيم الحدود لمنع العدوان المفتوح، ورُسمت تلك الخطوط في يونيو ويوليو 1919 (عُرف الخط الثاني بخط فوش). ومع ذلك، تجاهلت بولندا الخطين وتعمقت أكثر في المناطق التي تتحكم بها ليتوانيا. واجه رئيس بولندا يوزف بيوسودسكي ضغطًا من دول الوفاق، والذي كان متورطًا بصورة كبيرة في التخطيط للانقلاب، لم يرد بيلسودسكي قتالًا بولنديًا ليتوانيًا مفتوحًا، والذي قد يؤدي لحمام دم وتوترًا متعاظمًا بين بولندا وليتوانيا. بدلًا من ذلك، عندما رأى أن هناك متعطفين في ليتوانيا لتنفيذ انقلاب، قرر التخطيط لانقلاب يطيح بالحكومة الليتوانية.

## التحضيرات
بدأ التخطيط في منتصف يوليو عام 1919. في ذلك الوقت وقّعت بولندا على وقف إطلاق النار في الحرب البولندية الأوكرانية. غزا البرمونيتانيين ليتوانيا من الشمال وكان متطوعو الساكسون يفرّون من الجيش الليتواني. كان بيلسودسكي يخطط لاستخدام شبكة من المنظمة العسكرية البولندية، وهي منظمة سرية أنشأها خلال الحرب العالمية الأولى لأغراض تشبه عمليات التحويل والاستخبارات. في 31 يوليو، وصل بيوسودسكيوالدبلوماسي البولندي ليون فاسيلفيسكي إلى فيلنيوس، ثم سيطرت عليها بولندا. ليس لزيارة بيوسودسكي تفسير واضح. وقال في وقت لاحق إنه وصل للتفاوض مع الليتوانيين، بقيادة أوغوستيناس فولديماراس، في حين يشير المؤرخ الليتواني فيتوتاس ليسوسيوس إلى أنه كان يجري محادثات مع أصحاب العقارات المؤيدين لبولندا من منطقة فيلنيوس. في 3 أغسطس، وصل فاسيلفيسكي إلى كاوناس، العاصمة المؤقتة لتوانيا، للتفاوض مع رئيس الوزراء ميكولاس سليتشوفيتيش. أعلنت البعثة البولندية أن بولندا ليس لديها خطط لضم ليتوانيا واقترحت إجراء استفتاء في الأراضي المتنازع عليها، ما يسمح للسكان المحليين بتحديد مستقبلهم. رد الليتوانيون بأن الأراضي المتنازع عليها كانت جزءًا لا يتجزأ من ليتوانيا ورفضوا فكرة الاستفتاء. انهارت المفاوضات وغادر فاسيلفيسكي كاوناس في السابع من أغسطس. ثم استخدمت المفاوضات لتقييم جدوى الانقلاب، واستعداد مكتب رئيس الوزراء، وموقف الدبلوماسيين الليتوانيين من الاتحاد مع بولندا.